# 孙加保
孙加保（1935年—2025年1月4日），河北秦皇岛人，中国舞蹈演员、编导、组织活动家，中国舞蹈家协会原副主席。